# John Wilson-Patten
Pour les articles homonymes, voir Wilson et Patten.
John Wilson-Patten (26 avril 1802 - 11 juillet 1892) est un homme politique conservateur britannique.

## Jeunesse et éducation
Winmarleigh est le deuxième fils de Thomas Wilson (anciennement Patten) de Warrington, Lancashire, et d'Elizabeth Hyde, fille de Nathan Hyde d'Ardwick. Son père a en 1800 pris le nom de famille de Wilson au lieu de Patten conformément au testament de son cousin Thomas Wilson, fils de Thomas Wilson (évêque) (en), évêque de Sodor et Man de 1697 à 1755, à qui Patten succède. Cependant, quelques années plus tard, la famille prend le nom de Wilson-Patten. Il fait ses études au Collège d'Eton et au Magdalen College, Oxford. Pendant son séjour à Oxford, il se lie d'amitié avec, entre autres, Edward Smith-Stanley (14e comte de Derby). Il est le président de l'Oxford Union.
Il construit Winmarleigh Hall (en) en 1871.

## Carrière politique
En 1830, Winmarleigh est élu député du Lancashire, mais se retire l'année suivante. Cependant, en 1832, il revient au Parlement en tant que représentant de la circonscription nouvellement créée du North Lancashire, un siège qu'il occupe pendant 42 ans . À la Chambre des communes, il est devenu un partisan de la réforme industrielle et du travail et contribue activement à soulager la Pénurie de coton du Lancashire de 1861 à 1865. Cependant, Wilson-Patten n'occupe pas de poste ministériel avant 1867, quand, à 65 ans, il est nommé Chancelier du duché de Lancastre dans la dernière administration de son vieil ami le comte de Derby. Il est admis au Conseil privé la même année. Il reste à ce poste jusqu'à l'année suivante, puis sert brièvement sous la direction de Benjamin Disraeli comme Secrétaire en chef pour l'Irlande de septembre à décembre 1868. La dernière année, il est également devenu membre du Conseil privé d'Irlande.
En 1874, à sa retraite de la Chambre des communes, il est élevé au rang de baron Winmarleigh, de Winmarleigh, dans le comté palatin de Lancaster. Cependant, il est rarement actif à la Chambre des lords. Il est fait constable du château de Lancaster en 1879 .

## Famille
En 1828, Wilson-Patten épouse Anna Maria Patten-Bold, fille de son oncle paternel Peter Patten-Bold. Ils ont six enfants, deux fils et quatre filles. Cependant, Lord Winmarleigh survit à ses deux fils, le capitaine John Wilson-Patten (décédé en 1873) et Arthur Wilson-Patten (1841-1866), ainsi qu'à son petit-fils John Alfred Wilson-Patten (décédé en 1889), le seul fils de John. Par conséquent, à sa mort à l'âge de quatre-vingt-dix ans en 1892, la baronnie disparait.